# Adios (Album)
Adios ist das 15. Studioalbum der deutschen Rockband Böhse Onkelz. Es erschien am 26. Juli 2004 über das bandeigene Label Rule23 Recordings und ist das letzte Studioalbum vor ihrer zwischenzeitlichen Trennung. Bezeichnend für den Stil des Albums sind vor allem die autobiographischen Texte und die vergleichsweise harten Riffs. Wie beim Vorgängeralbum Dopamin fand die Vorproduktion zu dem Album Adios von Ende September 2003 bis Frühjahr 2004 auf der Baleareninsel Ibiza statt.

## Covergestaltung
Der kubanische Künstler Pozo zeichnete das Artwork für das Album und ermöglichte einen Videoclip zum Song Onkelz vs. Jesus sowie ein Making-of, das dem Album als DVD Track beigefügt wurde. Das Cover ist größtenteils in blau-weißen Farbtönen gehalten und zeigt die Silhouetten der Bandmitglieder sowie mehrere Häuserblocks. Zentral steht in roten Buchstaben adios und darunter das Bandlogo Böhse Onkelz in gelb.

## Titelliste
| #  | Titel                       | Länge |
| -- | --------------------------- | ----- |
| 1  | Feuer                       | 3:34  |
| 2  | Immer auf der Suche         | 2:58  |
| 3  | Superstar                   | 2:30  |
| 4  | Sowas hat man…              | 5:01  |
| 5  | Ja, ja                      | 3:35  |
| 6  | Lass mich gehn              | 4:01  |
| 7  | Fang mich                   | 2:47  |
| 8  | Einmal                      | 4:20  |
| 9  | Kinder dieser Zeit          | 3:04  |
| 10 | Hass-tler                   | 4:24  |
| 11 | Onkelz vs. Jesus            | 3:31  |
| 12 | Überstimuliert              | 3:59  |
| 13 | Prinz Valium                | 2:47  |
| 14 | Ihr hättet es wissen müssen | 5:21  |
| 15 | A.D.I.O.Z.                  | 5:12  |

## Informationen zu einzelnen Liedern
Hass-tler
Der Songtitel ist eine Mischung aus den Worten „Hass“ und „Hitler“ und verweist phonetisch auf den englischen Begriff „Hustler“ (Gauner, Stricher). In diesem Lied wird den Neonazis vorgeworfen, die Zustände aus der Zeit des Nationalsozialismus wiederherstellen zu wollen:
Willst die Geschichte wiederholen, willst wieder marschieren
Du bist der Hass-tler – paranoid und verwirrt
Du bist der Hass-tler – einmal durch’s Gehirn gepierct
Onkelz vs. Jesus
Die Band beschreibt, wie sie sich in ihren frühen Jahren selbst überschätzt hat.
Wir waren doof, aber selbstbewusst
Mit stolz geschwellter Heldenbrust
Die Weichen war’n gestellt
Die Straßen uns're Welt
Ihr hättet es wissen müssen
Dieses Abschiedslied an die treuen Fans wurde nach der Veröffentlichung des Albums auf den noch verbleibenden Konzerten oft als letzter Song gespielt.
Für alle und keinen
Wir sind am Ziel und mit uns im Reinen
Der Letzte macht das Licht aus
Wir gehen
A.D.I.O.Z.
Der Song beginnt und endet mit einem Meeresrauschen und wird von drei Akustikgitarren gespielt. A.D.I.O.Z. ist ein Instrumental und der langsamste Titel auf dem Album.

## Rezeption
| Professionelle Bewertungen | Professionelle Bewertungen |
| -------------------------- | -------------------------- |
| Kritiken                   |                            |
| Quelle                     | Bewertung                  |
| laut.de                    | [ 4 ]                      |
| Rock Hard                  | [ 5 ]                      |
| CDStarts                   | [ 6 ]                      |

Michael Edele von laut.de bewertete das Album mit vier von möglichen fünf Punkten. Er schreibt, dass die Onkelz „mit „Adios“ ein Album am Start [haben], mit dem sie sich alles andere als leise verabschieden“. Die Texte seien weiterhin kritisch, „bissig und räumen mit Missständen verschiedenster Herkunft auf“. Kritisch merkt er an, dass „der Mix der Scheibe besser hätte sein können, denn Kevins Gesang ist oft zu leise und es fällt manchmal schwer zu bestimmen, ob Kevin oder Stefan singt.“
Das Musikmagazin Rock Hard gab dem Album 8,5 von möglichen zehn Punkten. Der Autor Götz Kühnemund bezeichnet Adios als „den erwartet runden Abschied“ und „das musikalisch reifste Onkelz-Album überhaupt“. Es habe neben der „bodenständigen (guten) Produktion […] auch deutliche Einflüsse „moderner“ Gitarrenrock-Bands“. „Die Band - allen voran Drummer Pe und Basser Stephan“ – habe sich „spieltechnisch verbessert, ohne dabei ihren Gossen-Charme zu verlieren.“
Adios belegte Platz 393 in der Liste Rock Hard – Die 500 stärksten Scheiben aller Zeiten des Magazins Rock Hard.

## Kommerzieller Erfolg

### Chartplatzierungen und Singles
Adios stieg in der 33. Kalenderwoche des Jahres 2004 auf Platz 1 in die deutschen Albumcharts ein und hielt sich dort für 3 Wochen, bevor es auf Position 2 fiel. Insgesamt war das Album 17 Wochen in den Top 100 vertreten. In den deutschen Jahrescharts 2004 belegte der Tonträger Rang 11.
Als Single wurde der Song Onkelz vs. Jesus, inklusive des Albumstücks Superstar, des Cover-Lieds My Generation und einer Instrumentalversion des Tracks Prinz Valium, ausgekoppelt. Außerdem enthielt die CD einen ROM-Part. Die Single stieg auf Platz 2 in die deutschen Charts ein, hielt sich 10 Wochen in den Top 100 und verkaufte sich über 150.000 Mal.
| ChartsChartplatzierungen | Höchstplatzierung | Wochen |
| ------------------------ | ----------------- | ------ |
| Deutschland (GfK)        | 1 (17 Wo.)        | 17     |
| Österreich (Ö3)          | 6 (12 Wo.)        | 12     |
| Schweiz (IFPI)           | 4 (10 Wo.)        | 10     |

| ChartsJahrescharts (2004) | Platzierung |
| ------------------------- | ----------- |
| Deutschland (GfK)         | 11          |

### Auszeichnungen für Musikverkäufe
Das Album verkaufte sich in Deutschland innerhalb von fünf Tagen über 200.000 Mal, was den Verkaufszahlen für eine Platin-Schallplatte entspricht.
| Land/Region        | Auszeichnungen für Musikverkäufe (Land/Region, Auszeichnung, Verkäufe) | Verkäufe |
| ------------------ | ---------------------------------------------------------------------- | -------- |
| Deutschland (BVMI) | Platin                                                                 | 200.000  |
| Insgesamt          | 1× Platin ·                                                            | 200.000  |